# Charles Seife
Charles Seife est un auteur, journaliste et professeur de journalisme américain né en 1972. Ses sujets de prédilection sont les mathématiques et la science en général.
Il a obtenu un diplôme en mathématique de l'Université de Princeton en 1993, un master en mathématique de l'Université Yale et un master en journalisme de l'Université Columbia.
Il a écrit pour les magazines  Science et New Scientist avant de devenir professeur au département de journalisme de l'Université de New York.